# Радфот
Радфо́т (обозначения: рф, rph) — устаревшая единица светимости, равная люмену на см2 (лм/см2).
Наименование радфот произведено от единицы освещённости фота; оно было предложено французским физиком Андре Блонделем и в 1928 году включено в рекомендации Международной комиссии по освещению (CIE). Но уже в 1951 году CIE для светимости рекомендовала принять единицу лм/м2.
1 рф = 104 рлк.
В СССР наименование радфот было допущено к применению с 1932 года.